# L'allenatore
L'allenatore (Bleachers) è un romanzo di John Grisham pubblicato il 9 settembre 2003. Pubblicato in Italia nel novembre dello stesso anno.

## Trama
Eddie Rake è stato il leggendario allenatore degli Spartans, la squadra liceale di Football della cittadina immaginaria di Messina, nella profonda provincia americana. Rake era un coach estremamente esigente, che sottoponeva i suoi ragazzi ad allenamenti durissimi ed estenuanti, senza mai gratificarli di un elogio o un applauso. Ormai anziano e malato, l'allenatore sta per morire. La notizia si è sparsa ed è giunta ai suoi ex allievi-giocatori, che si radunano ogni sera sulle gradinate (bleachers) dello stadio per rivivere i momenti di gloria di una squadra che aveva vinto moltissimi campionati e aveva acceso un'enorme passione negli abitanti di Messina.
Anche Neely Crenshaw, che di quegli Spartans fu una promessa non mantenuta, torna nella città natale, dove troverà gli ex compagni di squadra, il vecchio stadio in cui giocava, una ragazza che ha lasciato con troppa leggerezza, ma soprattutto troverà le risposte alle domande che si è sempre posto, arrivando a vedere l'odiatissimo ex allenatore sotto un'ottica completamente diversa.

## Edizioni
- John Grisham, L'allenatore, traduzione di Tullio Dobner, collana Omnibus, Arnoldo Mondadori, novembre 2003,  p. 149, ISBN 88-04-52423-5.